# Tangma
Tangma (kinesiska: 唐马镇, 唐马) är en köping i Kina. Den ligger i provinsen Shandong, i den östra delen av landet, omkring 190 kilometer söder om provinshuvudstaden Jinan. Antalet invånare är 30004. Befolkningen består av 15 058 kvinnor och 14 946 män. Barn under 15 år utgör 16,0 %, vuxna 15-64 år 73 %, och äldre över 65 år 9,0 %.
Genomsnittlig årsnederbörd är 832 millimeter. Den regnigaste månaden är juli, med i genomsnitt 219 mm nederbörd, och den torraste är januari, med 8 mm nederbörd.